# Волоконно-оптичний датчик

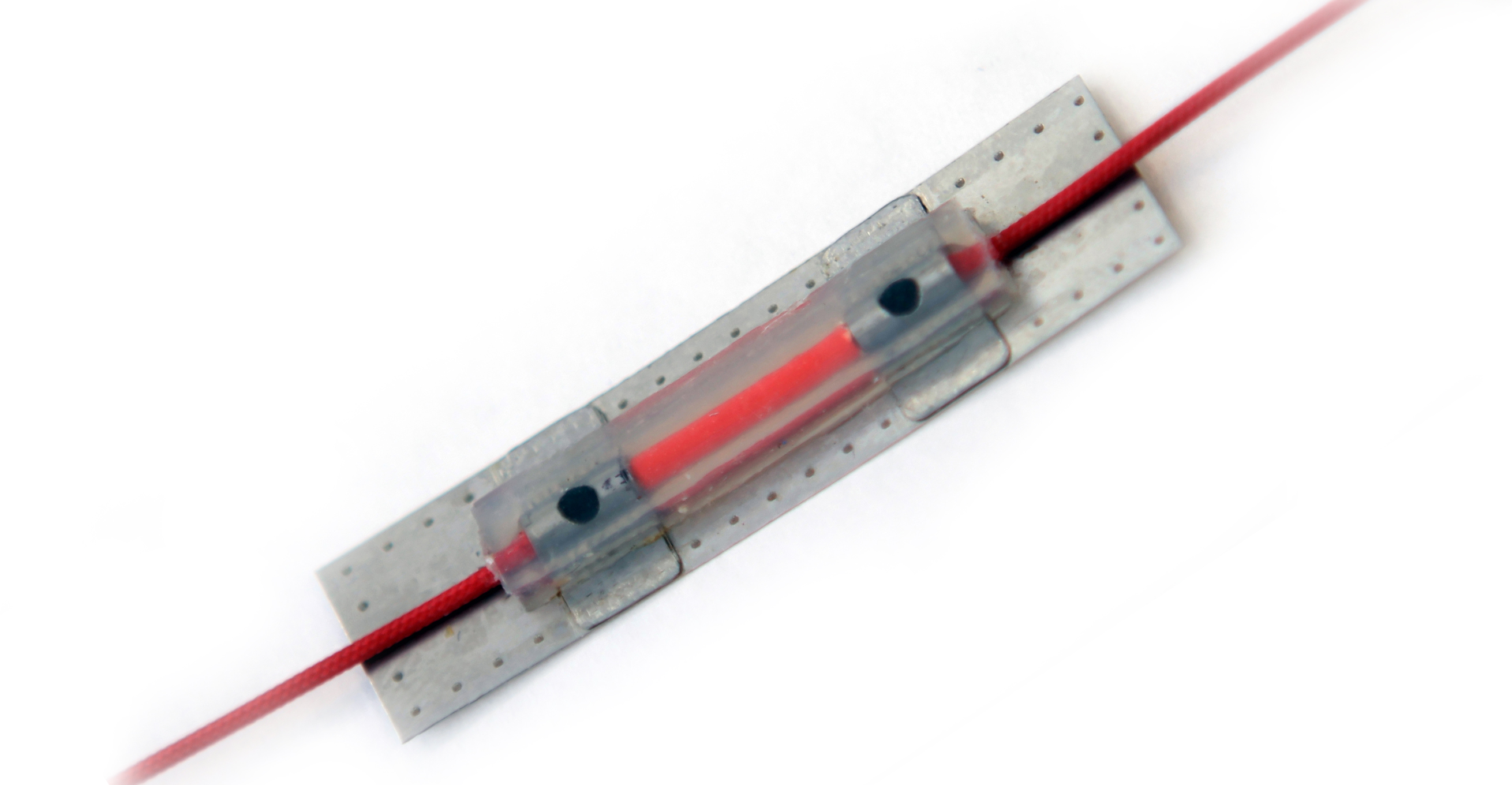
Волоконно-оптичний датчик

Волоконно-оптичний датчик — датчик, який використовує оптичне волокно або як чутливий елемент («внутрішні датчики»), або як засіб ретрансляції сигналів від віддаленого датчика до електронного блоку, який обробляє сигнали («зовнішні датчики»). Існує багато способів використання волокна для дистанційного зондування. Залежно від необхідності, такі датчики використовуються через їх невеликий розмір, або тому, що вони не потребують електричної напруги у віддаленому місці, або тому, що багато датчиків можуть бути мультиплексовані по довжині волокна з використанням світла з різною довжиною хвилі для кожного датчика, або вимірюючи час затримки, за який світло проходить уздовж волокна через кожен датчик. Час затримки може бути визначено з використанням таких пристроїв, як оптичний часовий рефлектометр.

## Внутрішні датчики
Оптичні волокна можуть бути використані як датчики для вимірювання напруги, температури, тиску та інших величин, змінюючи волокно таким чином, що вимірювана величина буде визначатися змінами інтенсивності, фази, поляризації, довжини хвилі або часу проходження світла в волокні. Датчики, які реагують на зміну інтенсивнсті світла, є простими, бо мають тільки простє джерело сигналу та відповідний приймач. Дуже корисна особливість внутрішніх волоконно-оптичних датників полягає в тому, що вони можуть, за необхідності, забезпечувати розподілене зондування на дуже великих відстанях.
Температура може бути виміряна за дуже низькими втратами або на основі аналізу комбінаційного розсіювання світла в оптичному волокні.
Електрична напруга може детектуватися за допомогою нелінійно-оптичних ефектів у особливим чином легованому волокні, які змінюють поляризацію світла залежно від напруги або електричного поля.
Датчики вимірювання кута можуть бути засновані на ефекті Саньяка.
Спеціальні волокна, такі як довгоперіодні волоконні решітки, можуть бути використані для визначення напрямку. Photonics Research Group з Університету Астона у Великій Британії має ряд публікацій з застосування датчика вектора згину.
Оптичні волокна використовуються також як гідрофон для сейсмічних і гідролокаційних пристроїв. На волоконно-оптичному кабелі було розроблено гідрофонні системи з більш ніж стома датчиками. Гідрофонні сенсорні системи використовують у нафтовій промисловості настільки ж успішно, як і у військово-морських силах декількох країн. Гідрофонні масиви можуть монтуватися на дно корабля або буксируватися системами "стример". Німецька компанія Sennheiser розробила лазерний мікрофон для використання в оптичних волокнах.
Волоконно-оптичний мікрофон та навушники для роботи з волоконно-оптичним середовищем передачі даних корисні в районах з сильними електричними або магнітними полями. Вони використовуються, наприклад, для зв'язку між групою людей, які працюють із пацієнтом у машині магнітно-резонансної томографії (МРТ) під час МРТ-керованої операції.
Волоконно-оптичні датчики температури і тиску було розроблено для свердловинних вимірювань у нафтових свердловинах. Волоконно-оптичний датник добре підходить для цього середовища, бо він функціонує за дуже високих температур, коли не можуть функціонувати напівпровідникові сенсори «розподіленого вимірювання температури» (Distributed temperature sensing, DTS).
З оптичних волокон можуть бути зроблені інтерферометричні датчики, наприклад, волоконно-оптичний гіроскоп, який використовується в Boeing 767, в деяких моделях автомобілів (для навігації). Вони також використовуються для того, щоб зробити водневі датчики.
Волоконно-оптичні датчики було розроблено і для одночасного вимірювання температури і напруги з дуже високою точністю за допомогою волоконно-бреггівської решітки.. Це особливо корисно при отриманні інформації від невеликих складних структур. Розсіяння Бріллюена може бути використане для визначення напруги і температури на великих відстанях (20-30 км).

### Інші приклади
Волоконно-оптичні датчики сталої та змінної напруги в середньому і високому діапазоні напруг (100—2000 В) можуть бути створені викликом помірної кількості Керр-нелінійності в одномодовому оптичному волокні, шляхом впливу зовнішнього електричного поля на волокно відповідної довжини..Методика вимірювань заснована на поляриметричному виявленні, що дозволяє досягати високої точності у несприятдивих промислових умовах.
Електромагнітні поля високої частоти (5 МГц, 1 ГГц), можуть бути виявлені за допомогою індукованих нелінійних ефектів у волокні з відповідною структурою. Використовувані волокна побудовані так, що Ефект Фарадея та ефект Керра є причиною значних змін фази в присутності зовнішнього поля. За відповідної конструкції датчика, цей тип волокна може бути використаний для вимірювання різних електричних і магнітних величин внутрішніх параметрів матеріалу самого волокна.
Електроенергія може бути виміряна в волокні за допомогою волоконного амперсенсора в поєднанні з належною обробкою сигналу в поляризаційній схемі виявлення. Експерименти були проведені за допомогою техніки.
Волоконно-оптичні датчики використовуються в електричних розподільних пристроях, щоб передати світло від електричної дуговоги в цифрові реле захисту для швидкого відключення вимикача для зменшення енергії в дузі розряду.

## Зовнішні датчики
Зовнішні волоконно-оптичні датчики використовують волоконно-оптичний кабель, як правило, одне багатомодове оптичне волокно для передачі модульованого світла від кожного оптичного датчика або електронного датчика, підключених до оптичного кабелю — передавача. Основною перевагою зовнішніх датників є можливість використання їх у важкодосяжних місцях. Прикладом може слугувати вимірювання температури усередині реактивного двигуна літака, коли за допомогою волокон передається випромінювання до пірометра, що міститься за межами двигуна.
Зовнішні датники можуть бути використані і для вимірювання внутрішньої температури електричного трансформатора, де через велике електромагнітне поле іншими засобами вимірювання цього зробити неможливо.
Зовнішні волоконно-оптичні датчики забезпечують чудовий захист вимірюваного сигналу від шуму. На жаль, багато звичайних датників виробляють електричний сигнал, який для роботи з волокном треба перетворювати в оптичний. Наприклад, у випадку платинових термометрів опору(ПТО), зміни температури будуть переведені на зміну опору. Тому ПТО повинні мати електроживлення. Модульований рівень напруги на виході ПТО може бути введений в світловід через звичайний тип передавача. Це ускладнює процес вимірювання і означає, що низьковольтні кабелі повинні прокладатися через перетворювач.
Зовнішні датчики використовують для вимірювання вібрації, обертання, переміщення, швидкості, прискорення, крутильного моменту і скручення.